# 17195 Jimrichardson
17195 Jimrichardson este un asteroid din centura principală de asteroizi.

## Descriere
17195 Jimrichardson este un asteroid din centura principală de asteroizi. A fost descoperit pe 3 decembrie 1999 la Stația Anderson Mesa în cadrul programului LONEOS. Asteroidul prezintă o orbită caracterizată de o semiaxă mare de 3,22 ua, o excentricitate de 0,12 și o înclinație de 6,1° în raport cu ecliptica.